# Markus Hochhaus
Markus Hochhaus (* 16. April 1968 in Heidelberg) ist ein deutscher Handballtrainer und ehemaliger Handballspieler.

## Leben und Karriere
Die Spielposition des Rechtshänders und ehemaligen Nationalspielers war die Rückraum Mitte. Hochhaus spielte im Verlauf seiner Karriere unter anderem für: TV Niederwürzbach, SG Flensburg-Handewitt, Frisch Auf Göppingen, TuS Nettelstedt, SV Post Schwerin, TSV St. Otmar St. Gallen und Eintracht Oberlübbe. Ab 2011 bekleidete er die Trainerposition beim Bezirksligisten TuS Hartum und wechselte im Dezember 2015 aufgrund der sportlich schlechten Situation zum Verbandsligisten HSG Spradow. Dort gelang es ihm mit der Mannschaft die Klasse zu halten und diese in den folgenden Saisons in der Verbandsliga zu stabilisieren. Ende Januar 2019 trat Hochhaus von seinem Posten bei der HSG zurück, woraufhin er vom VfL Handball Mennighüffen ab dem Sommer 2019 als neuer Trainer verpflichtet wurde.
Bereits im November trennte sich der Oberligist wieder von Hochhaus. Anfang 2020 wurde er vom späteren Aufsteiger in die Landesliga Mitte (HVN) HSG Exten-Rinteln für die Spielzeit 2020/21 verpflichtet.